# Arthur Cunha
Arthur Cunha da Rocha (sinh ngày 10 tháng 1 năm 1990 ở Rio de Janeiro), còn được biết với tên Arthur Rocha hay Arthur Cunha, là một cầu thủ bóng đá người Brasil hiện tại thi đấu cho Arema ở Liga 1.

## Sự nghiệp ban đầu
Arthur Cunha tập luyện tại Manchester United năm 2007. Anh vượt qua bài kiểm tra U-17, trước đó tập luyện tại đội trẻ Fluminense, Brasil. Anh được tạm thời với cầu thủ sinh đôi thi đấu cho Manchester United, Rafael và Fabio.